# Конен, Виктор
Викто́р Коне́н (фр. Victor Koning; 1842 — 1894) — французский драматург.
Большинство его пьес написано в сотрудничестве с Гранже, Клервиллем, Муано и т. д. Из них можно отметить: «Voyage autour du demi-monde» (1868); «La Revue n’est pas au coin du quai» (1873); «Les Parisiennes» (1874); «La Mère Gigogne» (1875); «Le Régénerateur» и др. Конен был директором театров «Renaissance» и «Gymnase».